# Melanophryniscus xanthostomus
Melanophryniscus xanthostomus — вид жаб родини ропухових (Bufonidae). Описаний у 2015 році.

## Назва
Видова назва xanthostomus походить від грецьких слів xanthos (=жовтий) і stoma (=рот) і відноситься до характерної жовтої смуги вздовж рота.

## Поширення
Ендемік Бразилії. Поширений у штаті Санта-Катарина на півдні країни. Мешкає в хмарних лісах, гірських лісах і на переході між гірськими лісами та араукарієвими лісами на висоті 565—1275 м (1854–4183 футів) над рівнем моря .

## Опис
Дорослі самці сягають до 16,9–21,5 мм завдовжки, а дорослі самиці — 20,5–21,5 мм. Морда коротка. Тимпану не видно. Пальці на руках і ногах короткі, злегка перетинчасті біля основи, із закругленими кінчиками. Руки і ноги червоні знизу. Спинка від темно-коричневого до чорного з великою жовто-білою смугою вздовж верхньої щелепи, що тягнеться до нижньої половини лореальної області. На грудях і животі є жовті плями. Спинна шкіра містить округлі залозисті бородавки середнього розміру з невеликою кількістю шипів, тоді як вентер покритий середніми залізистими бородавками з шипами.

## Спосіб життя
Зразки були виявлені в наземних бромелієвих, на бамбуку та на землі (одна пара в амплексусі). Розмноження відбувається у фітотельматах, зокрема в резервуарах з водою бромелієвих. Було помічено від одного до десяти яєць на пазухах листя.